# Indlekofen
Indlekofen ist ein Stadtteil der Kreisstadt Waldshut-Tiengen im Landkreis Waldshut in Baden-Württemberg.

## Geographie

### Lage
Indlekofen liegt im Südschwarzwald am Hang südlich des Haselbaches, der in die Schlücht mündet, auf einer Höhe von ca. 538 m. ü. NN. Die Südseite des Haselbach-Tales, das sich von Nordwesten nach Südosten erstreckt, bis hoch zum Bergrücken, der das Tal vom Seltenbach-Tal trennt, bildet im Wesentlichen die Gemarkung Indlekofen.
Ca. 200 m nordwestlich und oberhalb des Hauptdorfes liegt der kleine Ortsteil Aispel auf ca. 590 m ü. NN.
Die Ortschaft hat die Siedlungsform eines Straßendorfes und weist auf einer Länge von ca. 1,3 km einen Höhenunterschied von ca. 60 m (von ca. 508 auf ca. 568 m. ü. NN) auf.

### Ortschaftsgliederung
Zur Ortschaft Indlekofen gehört der Ortsteil Aispel.

## Geschichte
Der Name leitet sich vermutlich her von Ingilinc-hova, also „Hof des Ingilinc“, dürfte aber zurückgehen auf den keltischen Wortschatz für Wasser/fall am Hügel/hang, sicher nicht von Kofel (Bergspitze), sondern von Kof/en also Hof/Ort/Hügel/Hang.
Erste bekannte Erwähnung im Jahre 1290 unter der Bemerkung „Chunrat der Maier von Iglikoven“ (in Z.f.G.O.3.371) weitere Nennungen 1383 „das gotzhus ze sant Blesin hat köft die vogtye ze Rohr und ze Inglikoven“. Weitere Nennungen unter den Namen: Inglikon 1351, Inglikofen 1380, Inglikhofen 1480. Gehörte zur Grafschaft Hauenstein, Einung Dogern (ehem. Fürstabtei St. Blasien, später Vorderösterreich). Im Dreißigjährigen Krieg war der Ort, der nur aus wenigen großen Höfen bestand, großteils abgebrannt. Ab 1806 Badisch. 
Von der Ortschaft Indlekofen leitet sich der in der Schweiz und in Süddeutschland verbreitete Familienname Indlekofer ab. Dieser wird erstmals erwähnt in den Lehensbüchern des Klosters Rheinau, ein H. von Inglicon, in Rechberg, und weiter auch in einer lateinischen Urkunde von 1430 aus dem Kloster Rheinau, wobei ein Nicolas Indigkofer, Landrichter im Klettgau, als Zeuge bei der Übergabe der Kirchenrechte in Erzingen und Griessen an das Kloster Rheinau (bis dahin zum Hochstift Konstanz gehörig), genannt wird. Diese Lehensbücher befinden sich im Staatsarchiv Zürich.
Indlekofen wurde am 1. Juli 1971 in die Stadt Waldshut eingemeindet. Diese fusionierte am 1. Januar 1975 mit Tiengen/Hochrhein zur neuen Stadt Waldshut-Tiengen.

### Einwohnerentwicklung
Einwohnerzahlen von Indlekofen inklusive Aispel.
| Jahr | Einwohner |
| ---- | --------- |
| 1871 | 324       |
| 1900 | 254       |
| 1925 | 257       |
| 1939 | 250       |
| 1950 | 342       |
| 1961 | 273       |
| 1970 | 253       |
| 2023 | 346       |

## Politik

### Ortschaft
Indlekofen ist eine Ortschaft im Sinne des Baden-Württembergischen Kommunalrechts. Die Ortschaft verfügt damit über eine eng begrenzte Selbstverwaltung. Organe dieser Selbstverwaltung sind der Ortschaftsrat und der Ortsvorsteher.

### Ortschaftsrat
Der Ortschaftsrat besteht aus 6 Ortschaftsräten.

### Ortsvorsteher
Seit der Eingemeindung in die Große Kreisstadt Waldshut-Tiengen trägt der Leiter der Ortschaftsverwaltung die Amtsbezeichnung Ortsvorsteher.
Ortsvorsteher ist Stefan Senn.

## Wirtschaft und Infrastruktur

### Industrie und Gewerbe
In Indlekofen befindet sich eine Werkzeugschleiferei, hier werden vornehmlich Sägeblätter geschärft; ebenso eine Zimmerei.

### Verkehrsanbindung
Die Verkehrsanbindung zur Stadt Waldshut-Tiengen erfolgt durch die Kreisstraße 6551, die von der Bundesstraße 500 bei Bannholz, Gemeinde Weilheim, kommend durch den Ort zum Stadtteil Gurtweil führt und an die Landesstraße 157 anbindet.

### Bauwerke

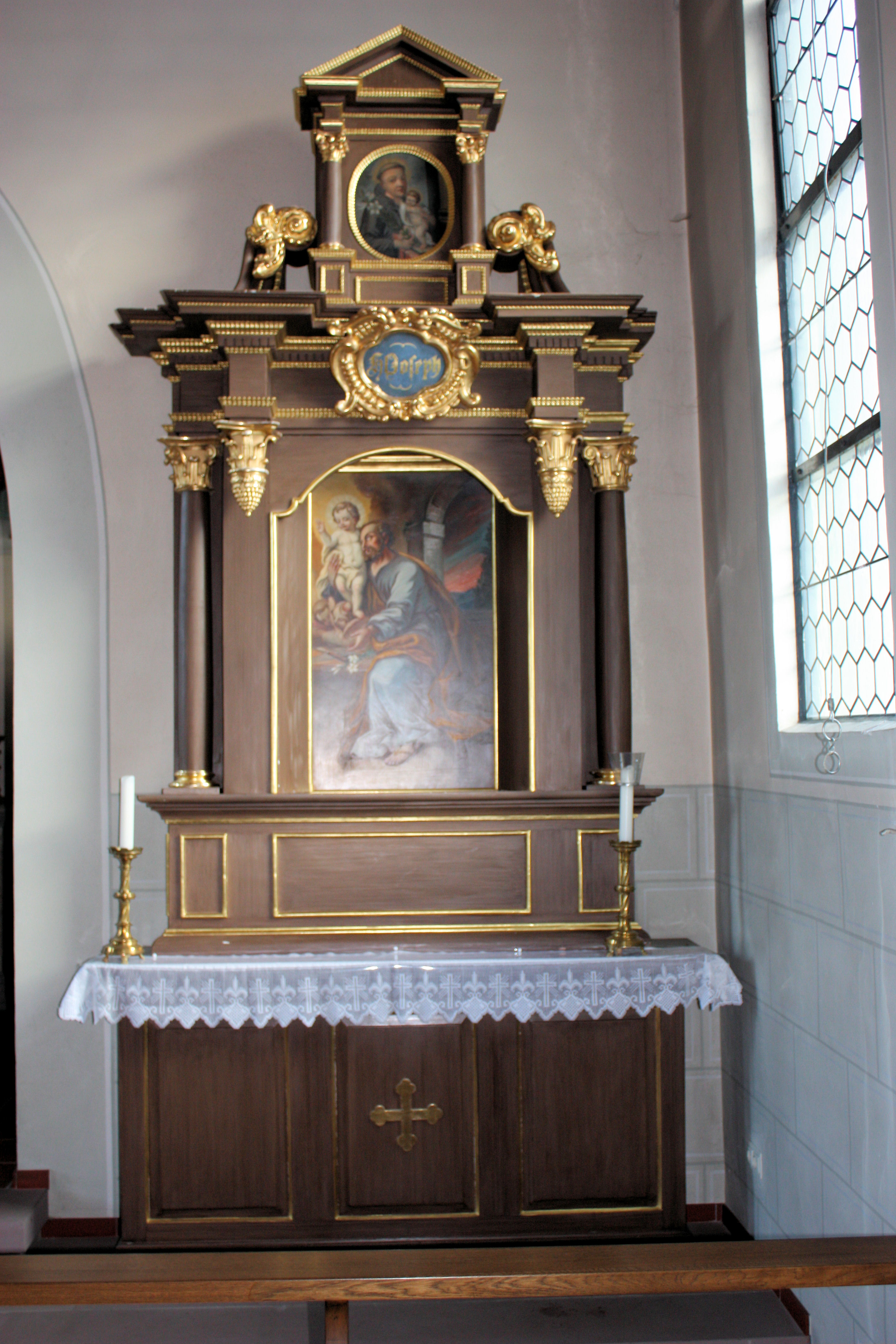
Der Josefsaltar von Johann Christoph Feinlein

- Kath. Kirche mit dem Josefsaltar, ein ursprünglicher Statuen- und Freisäulenretabel von Johann Christoph Feinlein ursprünglich für St. Pankratius in Eschbach mit dem symmetrischen Marienaltar geschaffen. Erhebliche, zum Teil entstellende Umarbeiten und Neufassung mit brauner Farbe durch den Kunstmaler Carl Bertsche (1885–1942) aus Waldshut 1941, der auch die Altarblätter kreierte.
- Gemeindehaus

## Wappen
Das Wappen zeigt zwei grüne Tannen auf silbernem Grund, die auf die Zugehörigkeit zum Hotzenwald bzw. der Grafschaft Hauenstein (Einung Dogern) hinweisen, und zu beiden Seiten je das Bindenschild für die einstige Oberhoheit durch Vorderösterreich.

## Persönlichkeiten
- Blasius Balteschwiler, (* 1752; † 1832 in Sulz AG), Baumeister und Unternehmer